# Савелевка (Донецкая область)
Савелевка или Савельевка (укр. Савелівка) — посёлок, входит в Углегорский городской совет Бахмутского района Донецкой области Украины. Находится под контролем самопровозглашённой Донецкой Народной Республики.

## География

#### Соседние населённые пункты по странам света
С: Булавино, Калиновка
СЗ: город Углегорск
З: Грозное, Красный Пахарь, Каютино
СВ: Коммуна, город Дебальцево
В: —
ЮВ: Ильинка
Ю: Булавинское, Камышатка
ЮЗ:  Александровское, Прибрежное

## Население
Численность населения по переписи 2001 года составляла 825 человек.

## История
До 11 декабря 2014 года входил в Енакиевский городской совет. В 2014 году посёлок был переподчинён украинскими властями Артёмовскому району. С февраля 2015 года под контролем ДНР.

## Местный совет
86481, Донецкая область, Бахмутский район, Углегорский городской совет, город Углегорск, ул. Больничная, 2; тел. 7-04-07.